# 戈奥里
戈奥里（法語：Gohory，法語發音：[ɡɔ.ɔʁi]）是法国厄尔-卢瓦省的一个市镇，属于沙托丹区。

## 地理
戈奥里（48°9'59"N, 1°13'45"E）面积9.47 平方千米，位于法国中央-卢瓦尔河谷大区厄尔-卢瓦省，该省份为法国北部内陆省份，北起顺时针与厄尔省、伊夫林省、埃松省、卢瓦雷省、卢瓦-谢尔省、萨尔特省和奧恩省接壤。
与戈奥里接壤的市镇（或旧市镇、城区）包括：耶夫尔、瓦尔迪耶尔、当若。
戈奥里的时区为UTC+01:00、UTC+02:00（夏令时）。

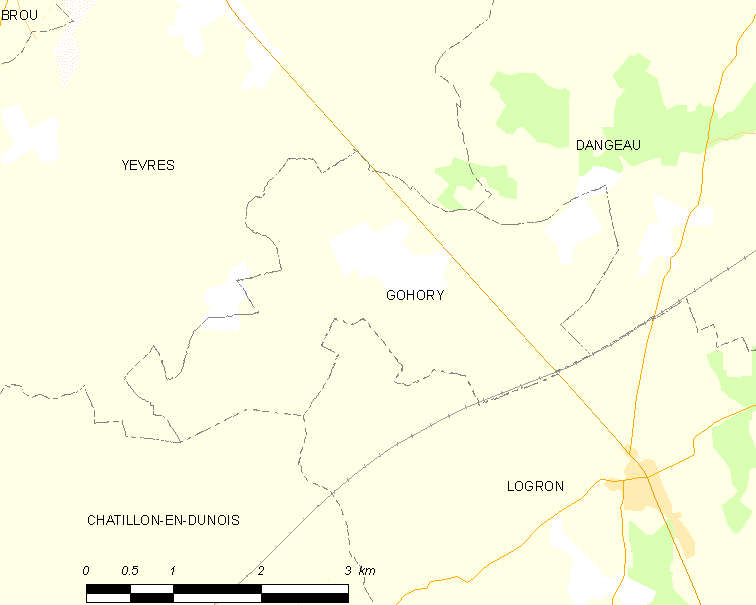
戈奥里的OSM定位图

## 行政
戈奥里的邮政编码为28160，INSEE市镇编码为28182。

## 政治
戈奥里所属的省级选区为布鲁县。

## 人口

1962-2008年间戈奥里人口变化图示

戈奥里于2022年1月1日时的人口数量为319人。